# 佐藤弘 (地理学者)
佐藤 弘（さとう ひろし、1897年4月21日 - 1962年12月23日）は、日本の地理学者。一橋大学名誉教授。経済地理学会初代会長（1953年 - 1962年）。日本工業立地センター理事長。正三位、勲一等瑞宝章。
経済地理学を開拓し、その発展に大きく貢献した。晩年に随筆を刊行し、佐藤 弘人の筆名で知られる。

## 来歴
1897年、大分県下毛郡中津（中津市）の商家に生まれる。大分県立中津中学校（現・大分県立中津南高等学校）、第七高等学校造士館（現・鹿児島大学）を経て、1918年に東京帝国大学理科大学（現・東京大学理学部）地質学科に入学する。翌年、地質学科から分離独立した地理学科に転科。山崎直方らの指導を受け、1922年に飯本信之と共に同大学を卒業した。卒業後、東京商科大学（現・一橋大学）予科（三年課程）講師となり、翌年予科教授に昇任し、地理を担当した。1924年、『人文地理講話』を刊行し、第一次世界大戦後のヨーロッパの国境について論じるなど、政治地理的な人文地理学を展開した。
1926年から三年間、地理学・商品学の研究のためドイツに留学する。当時のドイツでは経済地理学が盛んに展開されており、彼はそれに多大な影響を受けた。帰国後は、講義テキストとして『政治経済地理学』を刊行し、ルドルフ・ラインハルトの『世界経済および政治地理』に基づいて政治地理学と経済地理学を説明した。
1929年、東京商科大学（本科）助教授となり、東京帝国大学理学部と経済学部の講師を併任する。このとき彼は、経済地理学の開拓者ディートリヒの地人相関の理論に注目し、それに基づいた経済地理学を講義するようになった。しかし、ディートリッヒ・バーテルスの学説に不満を感じた彼は、カール・ウィットフォーゲルの学説にも接近して、独自の方法論を作り上げ、これを『経済地理学総論』に著した。本書において彼は、両者の交互作用論を取り入れ、自然と人間との交互作用の因果関係を科学的に説明したという。この後は、経済地理・経済地誌の概説書や、商品学に関連する著作を次々に刊行した。1928年から、文部省中等学校教員検定試験（文検）地理科の委員を務めていたため、これらの著書は多数の読者に読まれた。一方で、日本経済地理学会には参加しなかった。
1937年、東京商科大学教授に昇任し、予科教授は兼任となる。この年、日華事変が勃発し、地誌や政治・経済地理的動向（ブロック経済、経済建設、国土計画、工業立地など）を複数の著書で説いた。『大東亜の特殊資源』（1943年）では大東亜共栄圏における商品学的・経済地理学的な研究の成果をまとめている。『国防経済学大系 国防地政論』では、地政学を「政治を技術的に優秀な方へ方向づける」のに役立つ学問として、北方圏と南方圏にわけて、大東亜共栄圏の根拠づけを試みた。1945年、学位論文「満州国における柳条辺牆の地理学的研究」を東京帝国大学に提出し、理学博士となるが、その直後に敗戦を迎えた。
1947年、東京商科大学教授に復し、日本地理学会の副会長に就任する。1949年、新制の一橋大学教授となる。翌年には日本商品学会会長に選出される。また、1951年から東京大学理学部教授を併任し、翌年からは教養学部講師も併任する。この頃は資源論や工業立地論に関する著書を複数刊行したが、戦後に政治地理に関するものを著すことはなかった。なお、彼は資源論や工業立地論を経済地理学の研究領域に入れるべきだと主張している。実際、この時期から工業立地政策に関する研究を行うようになる。
1953年、一橋大学小平分校の主事を併任し、同年に東京大学理学部講師を併任。さらに、経済地理学会の創立のため尽力し、この年初代会長に就任した。
1954年、ユーモアに富む随筆集『はだか随筆』を佐藤弘人の筆名で著し、驚異的なベストセラーとなる。その後も様々な随筆を刊行し、多くの読者を得た。
1957年、日本生産性本部の派遣により、産業立地調査のため二ヶ月半にわたり欧米諸国へ出張。1959年には工業立地調査審議会の会長を務めるなど、工業立地論・経済地理学を行政へ反映させようとした。1961年、一橋大学を定年退官し、大東文化大学教授となる。同年には日本工業立地センターを創立して理事長となり、工業立地論の実学性をさらに志向した。しかし、そのわずか1年後に脳卒中が再発し、東京都下北沢の自宅において66歳で亡くなった。

## 人物
- 青年時代には「俺は学者で往こうか、筆で立とうか、それとも前掛で往こうか」と洩らしており、自身が多才であることを自負していた[2]。
- 飯本信之によれば、「世事にこだわらず、開放的であり野人的な表現のうちにユーモアを混えて、常に気楽さと親しさをもって相手を魅了する特質をもち合わせていた」という。また飯本とは同学窓であり、佐藤が亡くなった際は「せめて老後を語り合うべき楽しさも待たず他界された君を想い哀惜に堪えない」と述べている[2]。

## 著書
- 1924年『人文地理講話』古文館
- 1928年『政治経済地理学』古今書院
- 1930年『経済地理学概論』古今書院
- 1930年『世界経済地理』千倉書房
- 1931年『商品学の常識』千倉書房
- 1931年『綜合欧羅巴地誌』
- 1932年『郷土史研究講座　経済地理的に見たる郷土』
- 1932年『人文地理講話』（改訂増補）高陽書院
- 1932年『日本地理講話』古今書院
- 1933年『経済地理学総論』改造社
- 1933年『パッサルゲ　景観と文化の発達』（国松久弥との共著）古今書院
- 1934年『人文地理六講』高陽書院
- 1934年『産業地理管見』古今書院
- 1935年『経済地理学概説』（国松久弥との共著）三省堂
- 1935年『世界経済地理講話』古今書院
- 1935年『商品学概説』同文館
- 1936年『日本国勢地理』三省堂
- 1936年『最近の経済地理学』古今書院
- 1938年『北支・シベリア・蒙古』三省堂
- 1939年『時局と地理学』
- 1939年『経済ブロックと大陸』古今書院
- 1939年『政治地理学概論』柁谷書院
- 1940年『興亜経済地理』日本放送出版協会
- 1942年『南洋地理大系』ダイヤモンド社（飯本信之と共編）
- 1942年『南方共栄圏の全貌』
- 1943年『大東亜の特殊資源』大東亜出版社
- 1948年『経済地理学原論』東海書店
- 1951年『経済地理』新紀元社

### 随筆
- 1954年『はだか随筆』
- 1956年『いろ艶筆』
- 1958年『はだか人生』
- 1960年『上り下り東海道』
- 1963年『はだか道中』（遺著）